# 蜜食動物

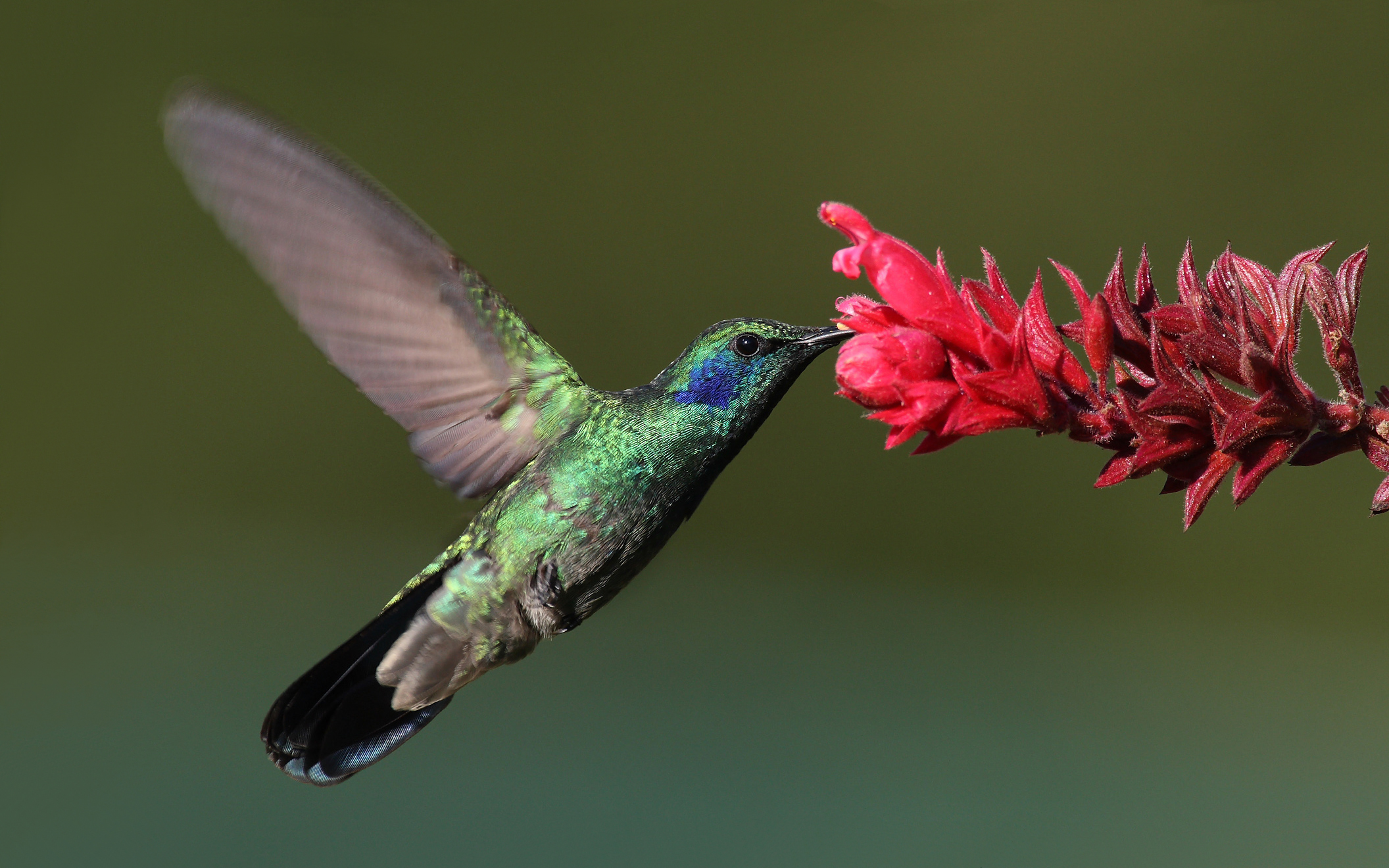
飛びながら花の蜜を吸うミドリハチドリ

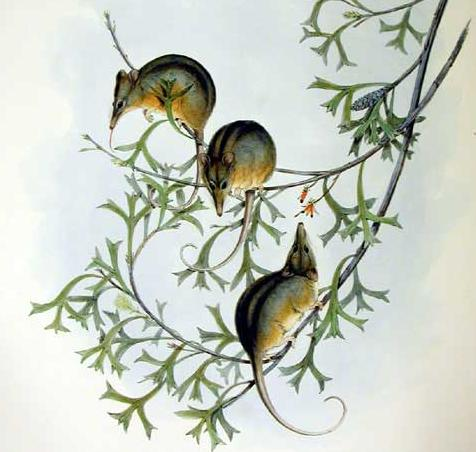
フクロミツスイ（図画）

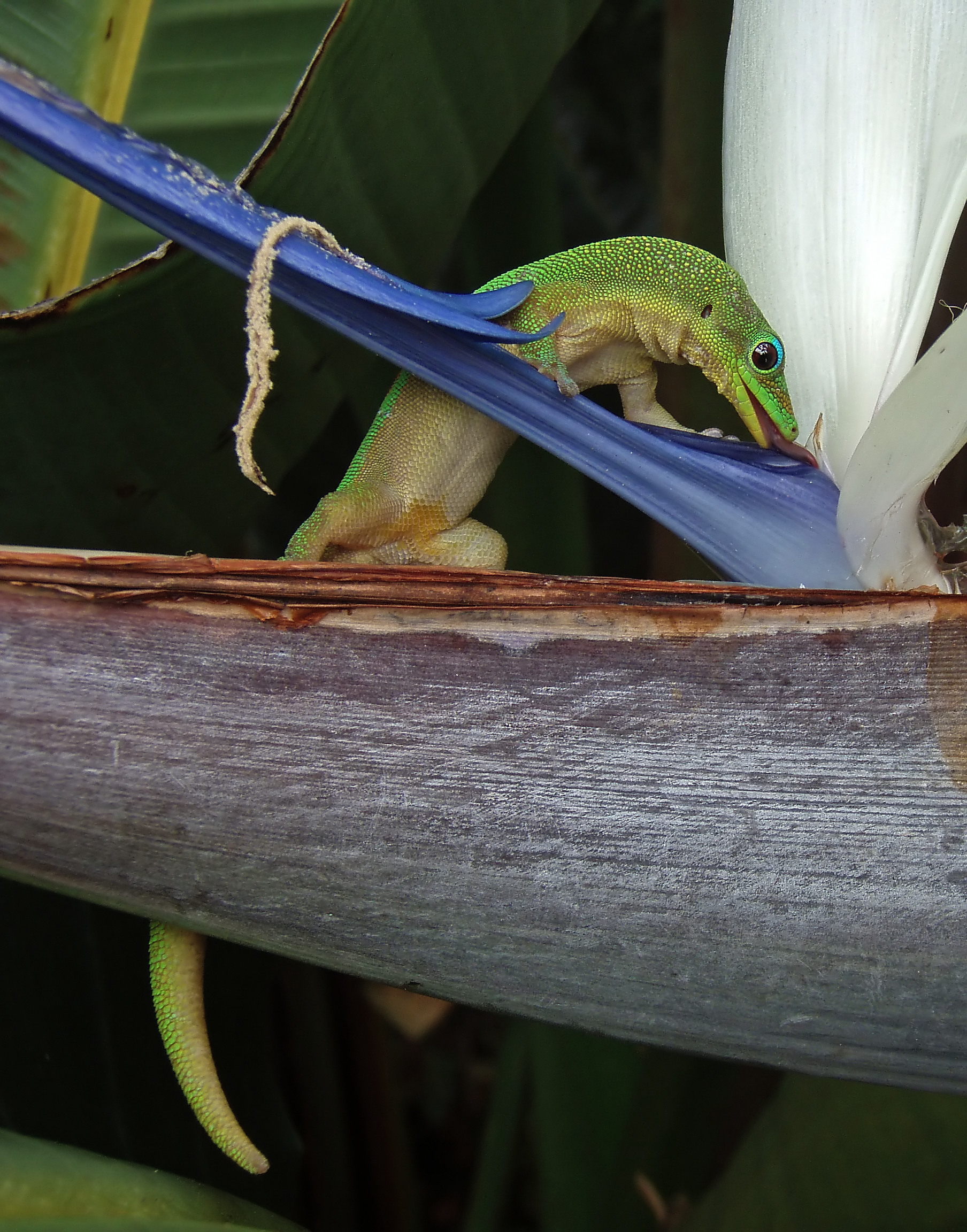
ゴクラクチョウカの花蜜を舐めるヒラオヒルヤモリ（en、ヒルヤモリ属の1種）

蜜食動物（みつしょく どうぶつ、英語: nectarivore）とは、被子植物によって生産される糖分豊かな液体（花の蜜）を選択的に食物とする植物食動物の一群である。
蜜食を「花蜜食（かみつ しょく）」、蜜食動物を「花蜜食動物（かみつしょく どうぶつ）」とも称す。被子植物のかかわり方によって、送粉者あるいは盗蜜者に分けられる。
学名 nectarivore は、ギリシア語起源のラテン語 nectar (蜜)と、ラテン語 vore (食う)から合成された造語である。

## 特徴
蜜食動物として挙げられるものの大多数は昆虫類であり、一部の鳥類と併せてほとんど全てと言えるほどであるが、爬虫類のヒルヤモリ属や、有袋類のフクロミツスイ、翼手目の小翼手亜目（コウモリ亜目）といった哺乳類もいる。
蜜食動物のうちのかなり多くの種は盗蜜者である。蜜を摂食するに際しては長い吻（ふん）や舌を用い、花粉との接触がほとんど無いため、植物が蜜の生産の主目的とする受粉に対して貢献しない。送粉者となるものの多くは、長い摂食器官を持たない種類の動物であるが、チョウ目昆虫を送粉者とするように進化した植物もある。

## 具体例
蜜食動物とその関連で特筆に値するものをここに示す。
- 小翼手亜目 ：哺乳綱- 翼手目（コウモリ目）。果実や花蜜・花粉などを食べる種が多くいる。
- フクロミツスイ ：哺乳綱- 双前歯目。蜜食をする有袋類。
- ハチドリ科 ：鳥綱- ハチドリ目（もしくは、アマツバメ目）。蜜食動物として特化した鳥類。蜜が高カロリーであるからこそ彼らは生存できる。
- ミツスイ科 ：鳥綱- スズメ目。中南米に多く分布する。
- タイヨウチョウ科とハナドリ科 ：鳥綱- スズメ目。
- ヒインコ ：鳥綱- オウム目。
- ヒルヤモリ属 ：爬虫綱- 有鱗目。雑食性であるが、蜜もよく食べる。
- ハナバチ類 ：昆虫綱- 膜翅目（ハチ目）。ミツバチやクマバチ、マルハナバチなど。
- アゲハチョウ科 ：昆虫綱- 鱗翅目（チョウ目）。アゲハチョウ科に限らず、鱗翅目は蜜食。
- ハナムグリ亜科 ：昆虫綱- 鞘翅目（コウチュウ目）。

なお、哺乳綱食肉目クマ属も「蜂の巣から蜂蜜を食べる」と知られるが、蜂の巣を襲う場合は蜂の幼虫やさなぎを食べることを主目的としており、ハナバチ類の巣だけでなく蜜を蓄えないカリバチ類の巣も同様に襲う。